# Weiße Rosen (Film)
Weiße Rosen (auch: Die weißen Rosen, dänisch De hvide roser, französisch Les roses blanches) ist der Titel einer stummen „Kriminalkomödie in 3 Akten“, die Urban Gad 1915 nach eigenem Manuskript und mit Asta Nielsen in der Hauptrolle für die Projektions-AG „Union“ (PAGU) inszenierte. Kriegsbedingt kam der Film in Deutschland erst 1917 in die Kinos. Der Film war Asta Nielsens einziger Detektivfilm.

## Produktionsnotizen
Der Film, eine Produktion der Projektions-AG „Union“ (PAGU), wurde von Karl Freund und Axel Graatkjaer photographiert. Die Dreharbeiten fanden im Union-Atelier Berlin-Tempelhof statt, Regieassistent war Ernst Körner.
Von der Polizei Berlin, der er im Oktober 1915 in einer Länge von 1886 Metern vorlag, wurde der Film unter der Nummer B101269 für die Dauer des Krieges verboten.
Die Polizei München untersagte unter den Nummern 23895, 23896 und 23897 eine Ankündigung als Detektivfilm.
Bei einer Nachzensur 1917 wurde er unter den Nummern B.23895–23897 zwar zugelassen, jedoch für Jugendliche verboten.
Der Film wurde für Dänemark am 23. Oktober 1916 im Kino Palads in Kopenhagen, für Deutschland am 23. März 1917 in Berlin erstaufgeführt.

## Rezeption
Der Film wird erwähnt bei
- Der Film No. 9, 1917
- Der Film No. 11, 1917
- Kinematograph No. 532, 1917
- Kinematograph No. 534, 1917
- Kinematograph No. 535, 1917

und ist verzeichnet bei
- Lamprecht Vol. 14 No. 603
- Birett, Verzeichnis in Deutschland gelaufener Filme, (München) No. 220, 1915, (München) No. 233, 1917, (München) No. 396x, 1917 und (München)  No. 553, 1917.

Das im Filmarchiv des Bundesarchivs erhaltene Exemplar misst 1261,9 m und spielt bei 16 BpS 69 Minuten lang.